# Francesco Sessa
Francesco Sessa (Daverio, 1535 – Milano, dopo il 1602) è stato un politico italiano.

## Biografia

### Famiglia e carriera
Di nobile famiglia, originaria del castello di Sessa in Malcantone, Francesco Sessa nacque a Daverio (Varese) nel 1535. Ebbe per genitori i nobili Ettore Sessa e Ludovica Sessa, fra loro cugini in quinto grado; suo zio era il giureconsulto collegiato Gabriele Sessa. Si sposò in prime nozze il 2 marzo del 1568 con la nobile Laura Caterina Biumi, figlia del patrizio milanese Giovanni Pietro Biumi e della nobile Francesca Daverio; testimone fu la contessa Costanza Trivulzio, moglie di Fabio Visconti Borromeo. Una fonte riporta che da vedovo si unì in matrimonio con una sorella della nobile Paola Mantegazza.
Fu giureconsulto collegiato, Questore ordinario togato (1582), podestà di Pavia (1595), Grande di Spagna (1584) e Senatore del Collegio di Milano dal 1589 al 1598. Nel 1573 fu aggregato con la famiglia al patriziato milanese.
Fu legato da amicizia al conte palatino Giovanni Battista Selvatico, celebre fisico collegiato di Pavia, che diede in sposa la figlia Anna al giureconsulto Cesare Sessa, figlio secondogenito di Francesco Sessa.

### Biografia
Secondo recenti studi, Francesco Sessa potrebbe identificarsi col padrino di battesimo del pittore Michelangelo Merisi, Caravaggio: nel documento di battesimo datato 1571 è citato come Dominus Francesco Sessa. La fama del Sessa è tuttavia legata al cosiddetto caso Belviso, uno scandalo di sodomia scoppiato a Milano nel 1598 che vide coinvolti molti cittadini, tra i quali illustri esponenti del patriziato come Francesco Sessa e un figlio del nobile Francesco Panigarola. Francesco Sessa fu sospeso dalla carica di Senatore nel 1598, dichiarato decaduto da ogni titolo e carica e sottoposto a sindacato.
L'episodio è particolarmente importante per essere stato uno degli episodi di maggiore scontro tra le autorità spagnole e le vecchie istituzioni locali: Filippo II di Spagna aveva insistito appunto affinché i sospettati fossero oggetto di indagini e i colpevoli processati e condannati a morte, mentre il Senato di Milano, capeggiato dal suo presidente Brugnoli, cercò in ogni modo di insabbiare il caso, nell'intento di proteggere i nobili a rischio e il prestigio dell'istituzione stessa. Il processo si risolse con l'assoluzione da ogni sospetto del Sessa e dei maggiori notabili, tuttavia quattro cittadini milanesi furono condannati al rogo.

### Attività diplomatica
La sua amicizia con le famiglie più in vista della città di Padova e l'ottima conoscenza della lingua spagnola, qualificarono Francesco Sessa come il miglior mediatore delle richieste dei nobili padovani di fronte a Filippo II di Spagna: da diverse generazioni infatti i nobili di Padova covavano un forte malcontento nell'essere sudditi della Repubblica di Venezia e sognavano in segreto la restituzione delle sovranità municipali e un governo indipendente all'ombra della corona spagnola.
Essendo noto che Filippo II non guardava favorevolemente Venezia, la quale pareva concentrare su di sé le trame anti-spagnole in Italia, il patriziato padovano sperava di ottenere il suo aiuto in una congiura politica che li avrebbe liberati dal giogo veneziano.
All'inizio del 1570, ossia alla vigilia della Battaglia di Lepanto, Francesco Sessa varcava i confini dell'Adda e rientrava in Milano con un carteggio stilato dai nobili padovani e da lui tradotto in spagnolo, contenente un trattato da far pervenire segretamente al Governatore Gabriel de la Cueva e, tramite lui, a Filippo II di Spagna.
La richiesta dei patrizi padovani arrivò - fortunatamente senza trapelare - a destinazione, ma Filippo II non poté soddisfare le loro richieste: nel suo immenso regno incombevano problemi più urgenti, giacché la minaccia turca costrinse infatti a mettere da parte le rivalità tra gli Stati Italiani in vista della Lega Santa e della Battaglia di Lepanto.

## Discendenza
Francesco Sessa ebbe prole sia dalla moglie legittima Laura Caterina Biumi sia al di fuori del matrimonio. Si ricordano, tra gli altri:
- Camillo Sessa, primogenito da Laura Biumi, nato nel 1570 e sposatosi con una sua cugina, la nobile Francesca Daverio, da cui derivarono i Sessa rimasti a Daverio e iscritti nel Libro d'Oro della Nobiltà Italiana, oggi estinti.
- Cesare Sessa, secondogenito da Laura Biumi, nato nel 1573 e marito di Anna dei conti Selvatico di Pavia, da cui discesero i Sessa ascritti al patriziato milanese, oggi estinti.
- Ludovica Sessa, nata da Laura Biumi, morta nubile.
- Isabella Sessa, nata da Laura Biumi, andò in sposa ad un cugino, il nobile Alessandro Sessa, la cui discendenza, oggi estinta, acquisì parentela con i marchesi Medici di Marignano.
- Gabriele Sessa, illegittimo, ma riconosciuto dal padre; da moglie ignota, forse appartenente al casato dei della Croce di Dairago, nacquero due figli: altro Gabriele, Prevosto di Dairago, e Camilla, sposa al nobile Carlo Sessa di Como, dai quali discese un ramo dei nobili Sessa estintosi nella famiglia Gatti Grami.[10]